# Victor d’Arlincourt

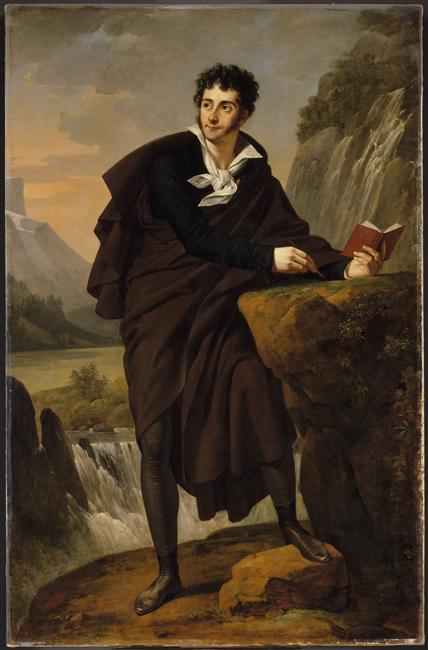
Porträt von Robert Lefèvre (1822)

Charles Victor Prévôst, Vicomte d’Arlincourt (* 28. September 1789 auf Schloss Mérantais, Magny-les-Hameaux, Département Yvelines; † 22. Januar 1856 in Paris) war ein französischer Schriftsteller.

## Leben und Wirken
Sein Vater war der Steuerpächter Louis Adrian Prévost d’Arlincourt († 1794).
Schon früh wurde Prévôst d’Arlincourt ein großer Verehrer Napoléon Bonapartes. Er schloss sich ihm an und nahm teilweise auch an dessen Invasion Spaniens teil.
Als Napoleon nach der Schlacht von Waterloo (18. Juni 1815) endgültig abdanken musste, wurde Prévôst d’Arlincourt zum Anhänger der Bourbonen und unterstützte König Ludwig XVIII. Diese Entscheidung brachte Prévost d’Arlincourt den Titel Vicomte ein und die Möglichkeit ein eigenes Schloss zu erwerben.

## Rezeption
Als Schriftsteller trat er zuerst mit einem Epos Charlemagne ou la Caroldide auf, dessen ersten Teil er Napoléon widmete, das er aber zur Verherrlichung der Restauration vollendete (1818, 2 Bände). Von seinen Romanen ist der beste Le Solitaire (1821, deutsch: Der Bergbewohner oder Verbrechen, Buße und Liebe), der oft aufgelegt und vielfach übersetzt worden ist.
Seine nach 1830 geschriebenen Romane polemisieren gegen das Bürgerkönigtum. 1848 schrieb er leidenschaftliche legitimistische Pamphlete, von denen Dieu le vent 64 Auflagen erlebte. Auf der Bühne war er erfolglos.

## Werke (Auswahl)
Romane
- Ipsiboe. 1823.
- L´Étrangère. 1825.
- Les trois chateaux. Histoire contemporaine. 1840.
- Ida et Nathalie. 1841.
- Les fiancés de la mort. Histoire contemporaine. 1850.

Theaterstücke
- Le siège de Paris. Tragédie en cinq actes. 1826[1]
- La peste noire, ou Paris en 1334. Drama en cinq actes et sept tableaux. 1845[2]

Sachbücher
- Les trois royaumes. 1844.
- L’Italie rouge ou histoire des révolutions. 1850.